# Walaix
|  | Per a altres significats, vegeu «Walash (Miyand Rud)». |

Walaix (pahlavi: Wardākhsh/Walākhsh, persa: بلاش), fou un personatge persa sassànida del segle vii, que portava el títol de masmughan de Dunbawand. Walash apareix el 680. Segurament era un càrrec sassànida que havia quedat independent amb la invasió àrab, i es va apoderar del Tabaristan oriental on la població havia nomenat rei a Baw. Va assassinar aquest i va ocupar el poder però al cap de vuit anys fou expulsat pel fill de Baw, Surkhab ibn Baw (vers 688). Els masmughan probablement van conservar un poder local a Dunbawand i Miyand Rud prop de Sari, en el primer lloc fins a la conquesta àrab vers el 760 i en el segon fins a una època desconeguda però en tot cas posterior.
Foren dos masmughans i marzbans perses de Miyand Rud, prop de Sari al segle viii. Podrien ser descendents (per via femenina?) de Walash, masmusghan de Dunbawand. Els dos ostentaven el títol de masmughan i marzban de Miyanbd Rud; un d'ells apareix després del 700 en temps del dabúyida Farrukhan I ibn Dabuya (Farrukhan I el Gran, vers 717-728), i pertanyia a la branca karínida major derivada de Zarmihr ibn Surkhab (el germà del qual, Karin, fou el cap de la línia menor); un altre masmughan i marzban de Miyand Rud, segurament personatge diferent, apareix vers el 775 a 785 aliat al karínida Bandad Hormuzd i al bawàndida Sharwin I ibn Surkhab en contra dels àrabs abbàssides, fins que el tres foren derrotats el 785.